# Der Mann aus dem Süden
Der Mann aus dem Süden ist ein US-amerikanisches Filmdrama von Jean Renoir aus dem Jahr 1945. Der Film entstand nach dem Roman Hold Autumn in Your Hand von George Sessions Perry. Der Mann aus dem Süden gilt als das Meisterwerk unter den Filmen Renoirs in Hollywood.

## Handlung
Sam Tucker arbeitet wie seine Ehefrau Nona und sein Onkel Pete als angestellter Baumwollpflanzer. Als sein Onkel eines Tages in der Hitze kollabiert und stirbt, rät er seinem Neffen zuvor noch, sich selbständig zu machen und sein eigenes Getreide anzupflanzen. Sam mietet sich daraufhin von seinem Chef eine nicht mehr betriebene Farm und zieht mit Nona, den beiden gemeinsamen Kindern Jot und Daisy sowie seiner stets launischen Großmutter auf die Farm. Er möchte dort Baumwolle anzupflanzen, doch die Farm ist in einem elenden Zustand und das Land wurde Jahre nicht mehr bearbeitet. Da Sam kaum Geld zur Verfügung hat, kann er nicht in die Farm investieren und muss alle Verbesserungen selbst durchführen.
Das Leben für die Familie Tucker ist hart und erbärmlich, doch das selbständige Leben treibt Sam Tucker an. Weiterer Ärger entsteht durch den benachbarten Bauern Devers, der Sam größtenteils seine Unterstützung verwehrt und schließlich gar seinen geistig gestörten Neffen Finlay das Gemüsebeet der Tuckers zertrampeln lässt. Devers ist ein bitterer Mann, der den Aufbau seiner mittlerweile erfolgreichen Farm in den schwierigen Anfangsjahren mit dem Tod von seiner Frau und einem Kind bezahlen musste. Er gönnt es Sam nicht, dass er es nun einfacher haben könnte, und wäre zudem ebenfalls an der Bewirtschaftung von Sams Land interessiert.
Als Sams Sohn Jot durch einseitige Ernährung an der „Frühlingskrankheit“ erkrankt, rät der Arzt den Tuckers, sich eine Kuh anzuschaffen. Doch das ist finanziell nicht möglich und Denvers erklärt sich auch nicht bereit, etwas Milch zu leihen. Schließlich helfen Sams bester Freund, der Fabrikarbeiter Tim, und der örtliche Ladenbesitzer Harmie mit einer Kuh aus. Bald darauf befindet sich Jot auf dem Weg der Besserung. Unterdessen eskaliert der Streit zwischen Sam und Denvers und es kommt zu einer Prügelei, bei der Denvers beinahe seinen Rivalen ersticht. Später beobachtet Denvers, wie Sam im benachbarten einen enorm großen Katzenwels fängt, hinter dem er schon seit Jahren her ist. Das führt zu einem Frieden zwischen beiden Parteien: Denvers lässt sich den Fisch von Sam geben und darf mit dessen Fang angeben, während die Tuckers auf das Wasser sowie das Gemüsebeet von Denvers zugreifen dürfen.
Sam kommt mit seiner Arbeit voran und die Hoffnung auf Erfolg ist plötzlich real. Harmie und Sams verwitwete Mutter heiraten, das Glück der Tuckers scheint perfekt. Da zerstört ein mächtiger Sturm die gesamte Ernte. Nur mit Mühe und Not können sie ihre Kuh aus dem reißenden Strom ziehen. Sam ist am Boden zerstört und will alles hinwerfen. Er ist gewillt, wieder in einer Fabrik zu arbeiten und zurück in die Unselbständigkeit zu gehen. Doch die Tapferkeit von Nona im Umgang mit der Situation sowie Tims Zuspruch, dass es sowohl Farmer als auch Fabrikarbeiter für ein Funktionieren der Welt bräuchte, richten ihn wieder auf. Ein paar Monate später pflanzen Sam, Nona und die Großmutter wieder neues Getreide.

## Hintergrund
Das Buch Hold Autumn in Your Hand war nach seinem Erscheinen 1941 sehr erfolgreich und brachte seinem Autor Perry seitens der Kritik unter anderem Vergleiche mit John Steinbeck ein. Als Jean Renoir die Regie des Films herangetragen wurde, stand das Drehbuch von Hugo Butler bereits. Renoir mochte den Stoff, aber nicht Butlers Bearbeitung, und überarbeitete das Drehbuch mit der Hilfe seiner Sekretärin Paula Walling grundlegend. Die Überarbeitung von zwei Szenen übernahm der aus den Südstaaten kommende, spätere Literaturnobelpreisträger William Faulkner, nachdem dieser Renoir vorgestellt worden war.
Joel McCrea und seine Ehefrau Frances Dee waren zunächst als Hauptdarsteller des Filmes eingeplant, allerdings verließen sie das Projekt nach kreativen Differenzen mit Renoir. Schließlich erhielt die Hauptrolle des Farmers Sam der Newcomer Zachary Scott, der im Jahr zuvor bei Warner Brothers seinen Durchbruch gefeiert hatte und von dem Warner ausgeliehen werden musste. Zachary Scott kam wie die Figuren des Films aus Texas, und es wurde einer der Höhepunkte seiner Karriere, da er ansonsten meist auf etwas zwielichtig wirkende Chameure besetzt wurde. Renoir wollte den Film ursprünglich auch am Handlungsort Texas drehen, musste aber schließlich mit Kalifornien vorlieb nehmen.
Der Originaltitel lautet The Southerner, ein Ausdruck, der im amerikanischen Englisch für einen Bewohner der Südstaaten steht. In den Südstaaten sorgte der Film seinerzeit für einige Kontroversen, da mehrere dort ansässige Organisationen die Darstellung der Bauern der Südstaaten als Beleidigung empfanden. Sogar der Ku-Klux-Klan rief zu einem Boykott von The Southerner auf.

## Kritiken
„Mit lyrischen Tönen inszenierte, hervorragend gespielte Romanverfilmung aus Jean Renoirs amerikanischer Periode.“

Eine Kritik im Variety Magazin lobte die schauspielerische Leistung von Zachary Scott, Betty Field, Beulah Bondi, Percy Kilbride, Charles Kemper und J. Carrol Naish.
Bosley Crowther, Kritiker der New York Times nannte den Film nicht unterhaltend, lobte aber die reiche Handlung und Darstellung.

## Auszeichnungen
- Der Film erhielt drei Oscar-Nominierungen bei der Oscarverleihung 1946 (Beste Regie, Beste Filmmusik, Bester Ton)[12].
- Die US-amerikanische Kritikervereinigung zeichnete Jean Renoir 1945 mit dem National Board of Review Award für die beste Regie aus.